# 1967 a filmművészetben

## Események
- március 15. – A United Artists tulajdonosai bejelentik, hogy eladják a céget a Transamerica biztosítótársaságnak.
- március 20. – Omar Klifisz El fadzsir (Omar Khlifi: "L'Aube") című filmjével megkezdődik az önálló tunéziai filmgyártás.
- június 5. – Megnyílik az Amerikai Filmintézet. Az USA kormánya által támogatott intézet célja a tudományos kutatás, a filmek katalogizálása és az amerikai filmgyártás támogatása.
- július 14. – A Warner Bros.-t a Seven Arts szórakoztató-ipari konszern vásárolja meg.
- Az IMAX prototipusa, a multi-screen system bemutatkozik a világkiállításon Montréalban, Kanadában.
- A Magyar Televízió, Fejér Tamás rendezésében bemutatja a Fekete István híres regényéből készült Tüskevár című ifjúsági filmsorozatot.

## Sikerfilmek
Észak-Amerika
1. 'A piszkos tizenkettő – rendező Robert Aldrich
2. Csak kétszer élsz – rendező Lewis Gilbert
3. Casino Royale – rendező Val Guest és Ken Hughes
4. Modern Millie – rendező George Roy Hill
5. Mezítláb a parkban (Barefoot in the Park) – rendező Gene Saks
6. Tanár úrnak, szeretettel – rendező James Clavell

Svédország
1. Elvira Madigan – rendező Bo Widerberg

## Magyar filmek
- Baleset – rendező Szinetár Miklós
- Bohóc a falon – rendező Sándor Pál
- Csend és kiáltás – rendező Jancsó Miklós
- Csillagosok, katonák – rendező Jancsó Miklós
- Egy nap a paradicsomban – rendező Márton Endre
- Egy szerelem három éjszakája – rendező Révész György
- Ezek a fiatalok – rendező Banovich Tamás
- Fizika F-dúrban – rendező Kollányi Ágoston
- Fiúk a térről – rendező Szász Péter
- Ha hívnak… – rendező Máriássy Félix
- A híd – rendező Sándor Pál
- Holtág – rendező Kiss Gyula
- Jaguár – rendező Dömölky János
- Kamerával Kosztromában – rendező Kézdi-Kovács Zsolt
- A koppányi aga testamentuma – rendező Zsurzs Éva
- Krónika – rendező Gaál István
- Kötelék – rendező Máriássy Félix
- Lássátok feleim – rendező Fazekas Lajos
- Meddig él az ember? I-II – rendező Elek Judit
- A múmia közbeszól – rendező Oláh Gábor
- Nem várok holnapig… – rendező Kormos Gyula
- Nyár a hegyen – rendező Bacsó Péter
- Öngyilkosság – rendező Kósa Ferenc
- Az özvegy és a százados – rendező Palásthy György
- Segítség, lógok – rendező Palásthy György
- Skorbut – rendező Maár Gyula
- Szabad szombat (film) – rendező Szomjas György
- Szevasz, Vera! – rendező Herskó János
- Tanulmány a nőkről – rendező Keleti Márton
- Tanúságtétel – rendező Sándor Pál
- Tízezer nap – rendező Kósa Ferenc
- Ünnepnapok – rendező Kardos Ferenc
- Üzenet – rendező Gyarmathy Lívia
- A völgy – rendező Rényi Tamás

## Díjak, fesztiválok
Oscar-díj (április 10.)
- Film: Egy ember az örökkévalóságnak
- Rendező: Fred Zinnemann – Egy ember az örökkévalóságnak
- Férfi főszereplő: Paul Scofield – Egy ember az örökkévalóságnak
- Női főszereplő: Elizabeth Taylor – Nem félünk a farkastól
- Külföldi film: Egy férfi és egy nő – Franciaország

1967-es cannes-i filmfesztivál
Velencei Nemzetközi Filmfesztivál (augusztus 23. - szeptember 6.)
- Arany Oroszlán: A nap szépe – Luis Buñuel
- Férfi főszereplő: Ljubisa Samardzic – A pártfogolt
- Női főszereplő: Shirley Knight – Hollandus

Berlini Nemzetközi Filmfesztivál (június 23. - július 4.)
- Arany Medve: Indulás – Jerzy Skolimowski
- Ezüst Medve: A férfigyűjtő – Éric Rohmer
- Rendező: Zivojin Pavlovic – Patkányok lázadása
- Férfi főszereplő: Michel Simon – Az öregember és a gyerek
- Női főszereplő: Edith Evans – A suttogók

## Születések
- január 2. – Tia Carrere, amerikai színésznő
- január 14. – Emily Watson, angol színésznő
- január 22. – Olivia d’Abo, színésznő
- február 9. – Benicio del Toro, színész
- február 10. – Laura Dern, amerikai színésznő
- február 23. – Stohl András, színész
- április 2. – Ajay Devgan, indiai színész
- május 31. – Sandrine Bonnaire, francia színésznő
- június 15. – Söptei Andrea, színésznő
- június 20. – Nicole Kidman, ausztrál színésznő
- július 1. – Pamela Anderson, amerikai színésznő
- július 16. – Will Ferrell, amerikai színész
- október 4. – Liev Schreiber, amerikai színész
- október 5. – Guy Pearce, ausztrál színész
- október 28. – Julia Roberts, amerikai színésznő
- szeptember 11. – Harry Connick Jr.
- november 22. – Alföldi Róbert, színész, rendező
- november 28. – Anna Nicole Smith, színésznő

## Halálozások
- január 21. – Ann Sheridan (1915), amerikai színésznő
- február 16. – Martine Carol (1922), francia színésznő
- június 10. – Spencer Tracy (1900), amerikai színész
- június 29. – Jayne Mansfield (1933), amerikai színésznő
- július 8. – Vivien Leigh (1913), brit színésznő
- július 21. – David Weisbart (1915), filmvágó és producer

## Filmbemutatók
- Bedazzled – rendező Stanley Donen
- Bilincs és mosoly – rendező Stuart Rosenberg
- Bonnie és Clyde – rendező Arthur Penn
- Camelot – rendező Joshua Logan
- Clambake – rendező Arthur H. Nadel
- Csőstül a baj – rendező Norman Taurog
- Diploma előtt (The Graduate) – rendező Mike Nichols
- Dr. Dolittle – rendező Richard Fleischer
- A dzsungel könyve – rendező Wolfgang Reitherman
- Egymillió évvel az időszámítás előtt – főszereplő Raquel Welch, rendező Don Chaffey
- The Fastest Guitar Alive – rendező Michael D. Moore
- The Flim-Flam Man – rendező Irvin Kershner
- Forró éjszakában – főszereplő Sidney Poitier, Rod Steiger, rendező Norman Jewison
- Halálfejesek – rendező Tom Laughlin
- A hallgatag ember – rendező Martin Ritt
- Az indulás – rendező Jerzy Skolimowski
- In Like Flint – rendező Gordon Douglas
- Kalifornia kincse – rendező John Rich
- Kíváncsi vagyok – sárga – rendező Vilgot Sjöman
- Közöny – főszereplő Marcello Mastroianni, rendező Luchino Visconti
- A legboldogabb milliomos – rendező Norman Tokar
- A nap szépe – rendező Luis Buñuel
- Oidipusz király – főszereplő Franco Citti, Silvana Mangano rendező Pier Paolo Pasolini
- Pár dollárral többért – főszereplő Clint Eastwood, rendező Sergio Leone
- The President's Analyst – rendező Theodore J. Flicker
- Producerek, írta és rendezte Mel Brooks, főszereplő Zero Mostel, Gene Wilder és Kenneth Mars
- Quatermass and the Pit – rendező Roy Ward Baker
- Rabold el az aranyat! – főszereplő John Wayne, Kirk Douglas, rendező Burt Kennedy
- Rókamese – főszereplő Rex Harrison, Maggie Smith
- Son of Godzilla – rendező Jun Fukuda
- A suttogók – rendező Bryan Forbes
- Találd ki, ki jön vacsorára! – rendező Stanley Kramer
- Tobruk – rendező Arthur Hiller
- Vámpírok bálja – főszereplő Roman Polański, Jack MacGowran, Sharon Tate, Ferdy Mayne, rendező Roman Polański
- Várj, míg sötét lesz – főszereplő Audrey Hepburn, rendező Terence Young